# Planeta małp
Planeta małp (fr. La Planète des singes) – francuska powieść fantastyczno-naukowa autorstwa Pierre'a Boulle'a z 1963 roku, na podstawie której powstała seria amerykańskich filmów science fiction, a także jednosezonowy serial telewizyjny. W Polsce po raz pierwszy książka ukazała się nakładem Wydawnictwa Iskry w serii Fantastyka-Przygoda 1980 r. w tł. Krystyny i Krzysztofa Pruskich.

## Opis fabuły
Dwójka Ziemian trafia na Sororę, planetę w układzie Betelgezy, na której panują warunki zbliżone do ziemskich. Jednak dominującym gatunkiem na planecie są małpy człekokształtne, zaś ludzie są tylko w miarę inteligentnymi zwierzętami. Przybysze są nieufnie traktowani przez tutejszych ludzi, którzy niszczą cały ich dobytek oraz lądownik. Wkrótce wszyscy zostają złapani w nagonce przez goryle. Schwytany wraz z innymi, dziennikarz Ulisses Mérou, całą swą energię kieruje na przekonanie małp o swojej odmienności od plemienia ludzkiego. Udaje mu się to, dzięki kontaktowi z naukowcem, szympansicą Zirą, którą przekonuje, iż przybył z innej planety. Uczy się małpiego języka i poznaje warunki panujące na Sororze. W końcu decyduje się ujawnić swoją tożsamość podczas wielkiego kongresu biologicznego, wzbudzając oszołomienie i euforię całego małpiego świata. Jego obecność na nowo podaje w wątpliwość dotychczasowe teorie mówiące o samoistnym wyewoluowaniu rozumnych simius sapiens, zwłaszcza, gdy podczas wykopalisk w osiedlu sprzed 10.000 lat Cornelius, narzeczony Ziry, znajdują ludzką lalkę. Teoria o wtórności małp wobec ludzi potwierdza się, kiedy naukowcy odczytują u jednej z dzikich kobiet pamięć gatunkową. Kiedy Ulissesowi rodzi się syn, a nastroje wśród małp robią się wrogie, mężczyzna przy pomocy Ziry i Corneliusa decyduje się uciec. Dostaje się na swój statek i wraca na Ziemię, gdzie odkrywa rządzące małpy.

## Filmy kinowe, telewizyjne i seriale
- Planeta Małp – film w reżyserii Franklina J. Schaffnera, doczekał się kolejnych części:
  - W podziemiach Planety Małp (Beneath the Planet of the Apes, 1970)
  - Ucieczka z Planety Małp (Escape from the Planet of the Apes, 1971)
  - Podbój Planety Małp (Conquest of the Planet of the Apes, 1972)
  - Bitwa o Planetę Małp (Battle for the Planet of the Apes, 1973)
- Planeta Małp – serial z 1974 (odcinki serialu zostały w 1981 przerobione na 5 filmów telewizyjnych, z których 4 były emitowane w Polsce)
  - Powrót na Planetę Małp (Back to the Planet of the Apes)
  - Wymarłe miasto Planety Małp (Forgotten City of the Planet of the Apes)
  - Upadek obyczajów na Planecie Małp (Treachery and Greed on the Planet of the Apes)
  - Życie, wolność i pościg na Planecie Małp (Life, Liberty and Pursuit on the Planet of the Apes) – nigdy nie emitowany w Polsce
  - Pożegnanie z Planetą Małp (Farewell to the Planet of the Apes)
- Powrót na Planetę Małp – 13-odcinkowy serial animowany z lat 1975–1976 (nigdy nie emitowany w Polsce)
- Planeta Małp – film w reżyserii Tima Burtona
- Geneza planety małp (Rise of the Planet of the Apes, 2011) – film w reżyserii Ruperta Wyatta
- Ewolucja planety małp (Dawn of the Planet of the Apes, 2014) – film w reżyserii Matta Reevesa, kontynuacja Genezy planety małp
- Wojna o planetę małp (War for the Planet of the Apes, 2017) – film w reżyserii Matta Reevesa, trzecia część Genezy planety małp[1]